# 阮福膺胖
阮福膺胖（越南语：／，1881年3月3日—1959年9月5日），字孝廣（／），法名澄真（越南语：／），越南阮朝宗室。

## 生平
嗣德三十四年二月三日（1881年3月3日），阮福膺胖出生於順化。父親是從善郡公阮福洪肥，祖父是從善王阮福綿審。
維新五年（1911年），朝廷恩封爵助國卿。
己亥年八月三日（1959年9月5日），膺胖逝世享壽七十九歲。葬於慈孝寺附近一座山上，墓碑刻「宋山阮福膺胖法名澄真㞢墓」。